# Chyliza trilineata
Chyliza trilineata är en tvåvingeart som beskrevs av Shatalkin 1998. Chyliza trilineata ingår i släktet Chyliza och familjen rotflugor. Inga underarter finns listade i Catalogue of Life.